# Nyasasaurus
Nyasasaurus ("ještěr od jezera Nyasa") byl rod vývojově pokročilého archosaura (dinosauriforma). Tento starobylý archosaur z "ptačí vývojové linie" (Ornithodira) žil zhruba před 243 miliony let (období středního triasu, věk anis) na území dnešní východoafrické Tanzanie. Byl popsán podle fosilií dvou jedinců mezinárodním týmem paleontologů (ačkoliv rodové jméno zvolil britský paleontolog Alan J. Charig již roku 1956). Typovým druhem tohoto rodu je N. parringtoni.

## Popis a význam
Nyasasaurus dosahoval délky asi 2 až 3 metrů, výšky v kyčlích kolem 1 metru a odhadované hmotnosti od 20 do 60 kilogramů. Je vzdáleným příbuzným zhruba stejně velikého silesaura z polského Krasiejowa. Na rozdíl od něj už ale mohl být skutečným dinosaurem, čímž by posouval zmapované dějiny existence této skupiny o 10 až 15 milionů let hlouběji do minulosti. Nyasasaurus může být silesauridem a tvořil by tak sesterskou skupinu k "pravým" dinosaurům, se kterými má nejspíš společného vývojového předka, který žil před více než 245 miliony let.

### Česká literatura
- SOCHA, Vladimír (2021). Dinosauři – rekordy a zajímavosti. Nakladatelství Kazda, str. 8.